# El Bercial (stanice metra v Madridu)
El Bercial (plným názvem španělsky Estación de El Bercial) je stanice metra v Madridu, která se nachází v jižní aglomeraci města. Stanice má výstup do ulic Avenida Comandante José Manuel Ripollés a Liberia ve městě Getafe.
Jedná se o stanici linky metra 12. Stanice je pojmenována po čtvrti, ve které se nachází. Souběžně s nástupišti se ve stanici nachází podzemní depo pro vozy řady 8000, které linku 12 obsluhují.
Stanice vznikla v rámci výstavby linky 12 a byla otevřena 11. dubna 2003 zároveň s celou linkou. Do roku 2006 v okolí stanice neexistovala prakticky žádná zástava. Změnila to až výstavba obchodního centra a bytové čtvrti. Stanice se nachází v tarifní zóně B1.

## Fotogalerie

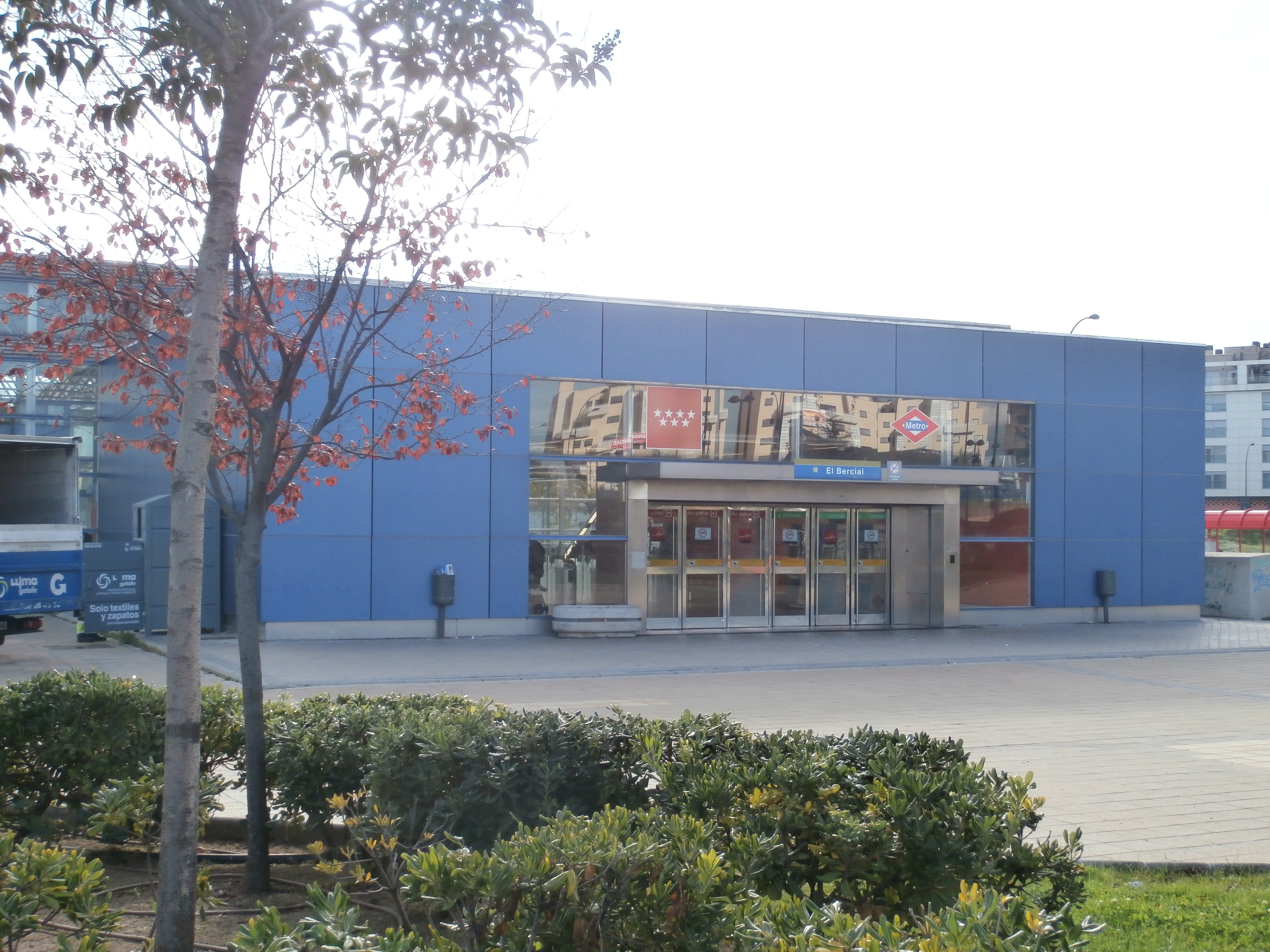
Vstup do stanice
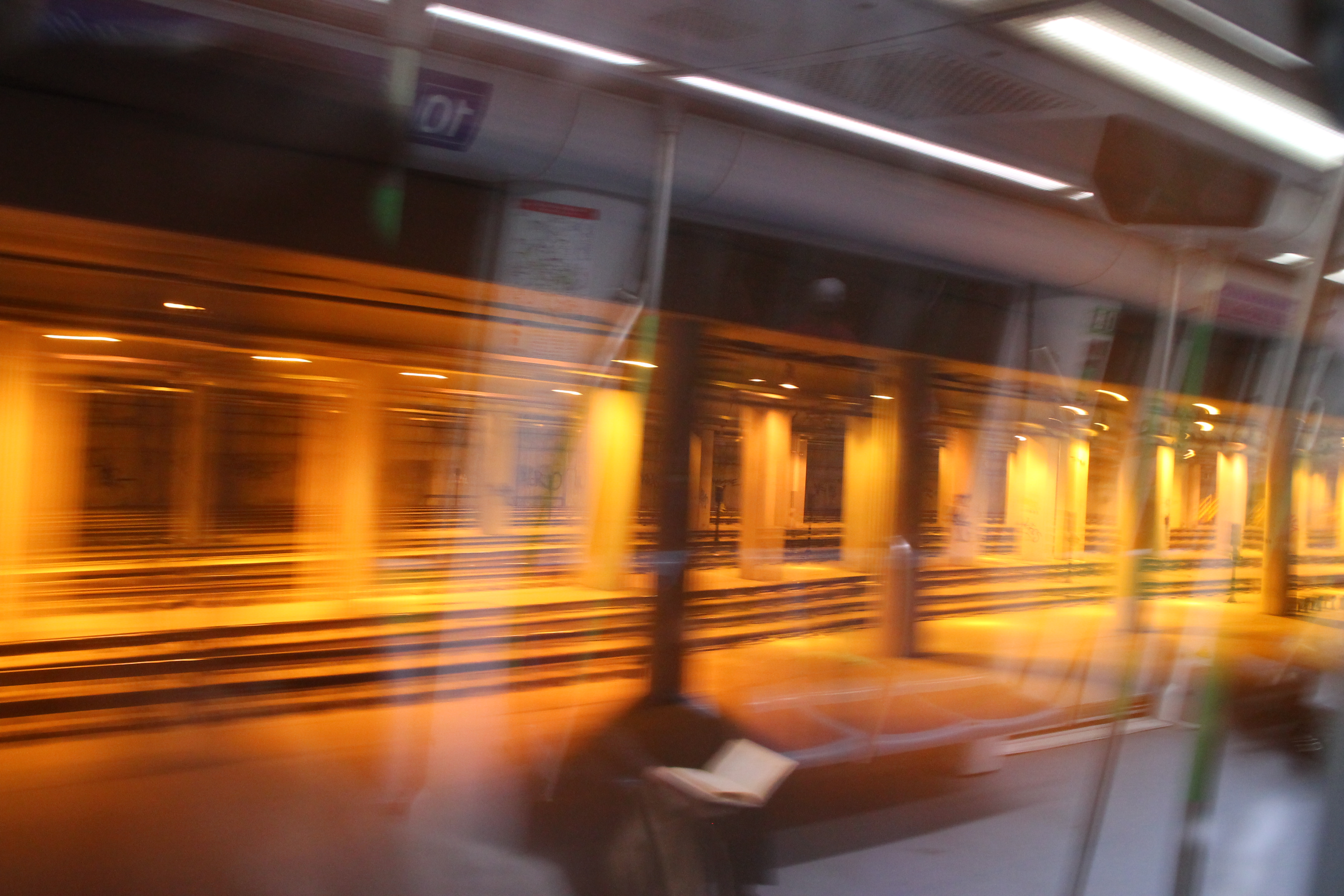
Pohled do depa ve stanici